# Józef Kupny
Józef Piotr Kupny (* 23. února 1956 Dąbrówka Wielka u Piekar Śląských, Polsko) je polský sociolog náboženství a římskokatolický církevní představitel, od roku 2005 pomocný biskup katovický a titulární biskup vanarienský, od roku 2013 arcibiskup ve Vratislavi.

## Život
Po absolvování všeobecně vzdělávacího lycea v Chorzowě studoval v letech 1975-83, s přerušením na dva roky vojenské služby, na Slezském vyšším duchovním semináři v Krakově (od 1980 v Katovicích). Dne 31. března 1983 byl vysvěcen na kněze. V letech 1983-86 pracoval ve farní správě na sídlišti "Osiedlo Tysiąclecia" v Katovicích, současně studoval teologii na teologické fakultě Akademie katolické teologie (nyní Univerzita kardinála Stefana Wyszyńského) ve Varšavě. V letech 1986-1993 absolvoval magisterské (1990) a doktorské (1993) studium sociologie na Katolické univerzitě v Lublinu a v období 1992-2001 pracoval na katedře katolické sociologie fakulty společenských věd této univerzity. Poté do roku 2006 vykonával funkci rektora Slezského vyššího duchovního semináře v Katovicích.
V této době se Józef Kupny činně účastnil vědeckého života jak přednášením na různých vzdělávacích institucích, tak účastí na vědeckých konferencích a publikační činností. Je členem Polské sociologické společnosti, Polské teologické společnosti v Krakově a Vědecké společnosti Katolické univerzity v Lublinu. Zabýval se zejména sociologií náboženství a sociologií farnosti.
Hlavní díla:
- Antropologiczne podstawy nauczania społecznego Jana Pawła II (Antopologické základy sociálního učení Jana Pavla II., Opole 1994; doktorská práce)
- Humanizacja życia gospodarczego. Wybrane zagadnienia z etyki gospodarczej (Humanizace hospodářského života. Vybrané otázky ekonomické etiky, Lublin 2000)
- Kościół wobec współczesnych problemów życia gospodarczego. Społeczne dokumenty episkopatów (Postoj Církve k současným problémům hospodářského života, Lublin 2002)
- Katolicka nauka społeczna. Podstawowe zagadnienia z życia gospodarczego (Katolická společenská věda. Základní otázky hospodářského života) (Katowice 2003)

Roku 2003 získal Józef Kupny titul kaplana Jeho Svátosti a dne 21. prosince 2005 byl jmenován pomocným biskupem arcidiecéze katovické a titulárním biskupem z Vanariony (Vanarionensis). Nahradil tak biskupa Stefana Cichého, který se téhož roku stal diecézním biskupem lehnickým. Biskupské svěcení přijal Kupny 4. února 2006 v katovické katedrále Krista Krále z rukou arcibiskupa Damian Zimoń. Za heslo si vybral Chrystus nas umiłował. Po jmenování se vzdal vedení arcidiecézního semináře, nadále však přednáší sociologii náboženství na teologické fakultě Slezské univerzity v Katovicích.
18. května 2013 ho papež František jmenoval arcibiskupem arcidiecéze vratislavské.